# Johann Georg Wolcker Młodszy

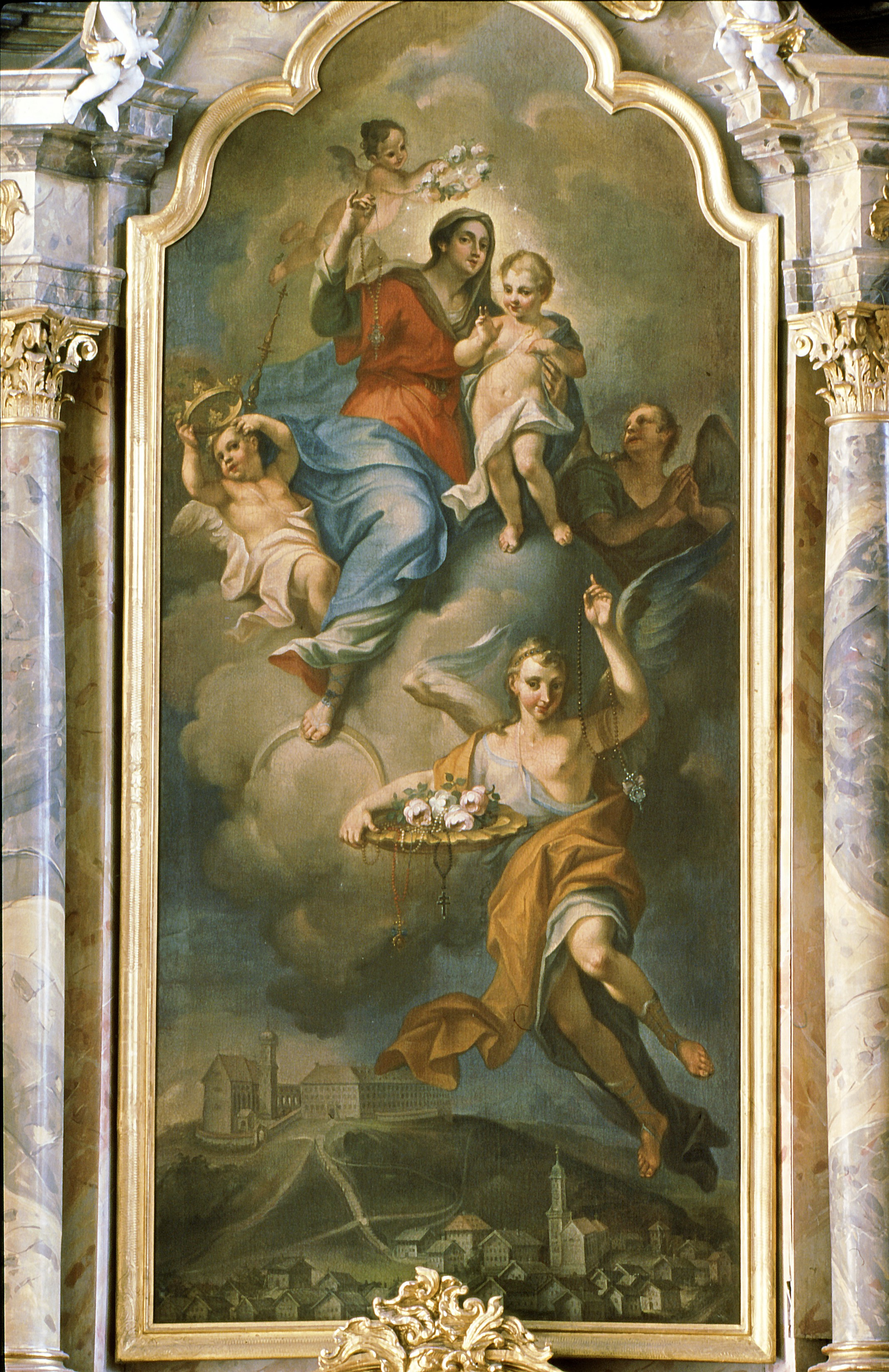
Obraz z ołtarza bocznego w kościele parafialnym w Marktoberdorfie

Johann Georg Wolcker Młodszy (Johann Georg Wolcker der Jüngere, ur. 1700 w Burgau, zm. 27 sierpnia 1766 w Augsburgu) – niemiecki artysta z okresu wczesnego baroku, specjalizujący się w malarstwie religijnym.
Pochodził ze znanej rodziny artystów, działających na terenie Tyrolu i południowych Niemiec. Był synem Johanna Georga Wolckera Starszego. Od ok. 1720 uczył się pod kierunkiem  Johanna Georga Bergmüllera. Pracował m.in. przy tworzeniu fresków w klasztorze Stift Stams, które są jego najbardziej znanym dziełem.